# Landesamt für Archäologie Sachsen

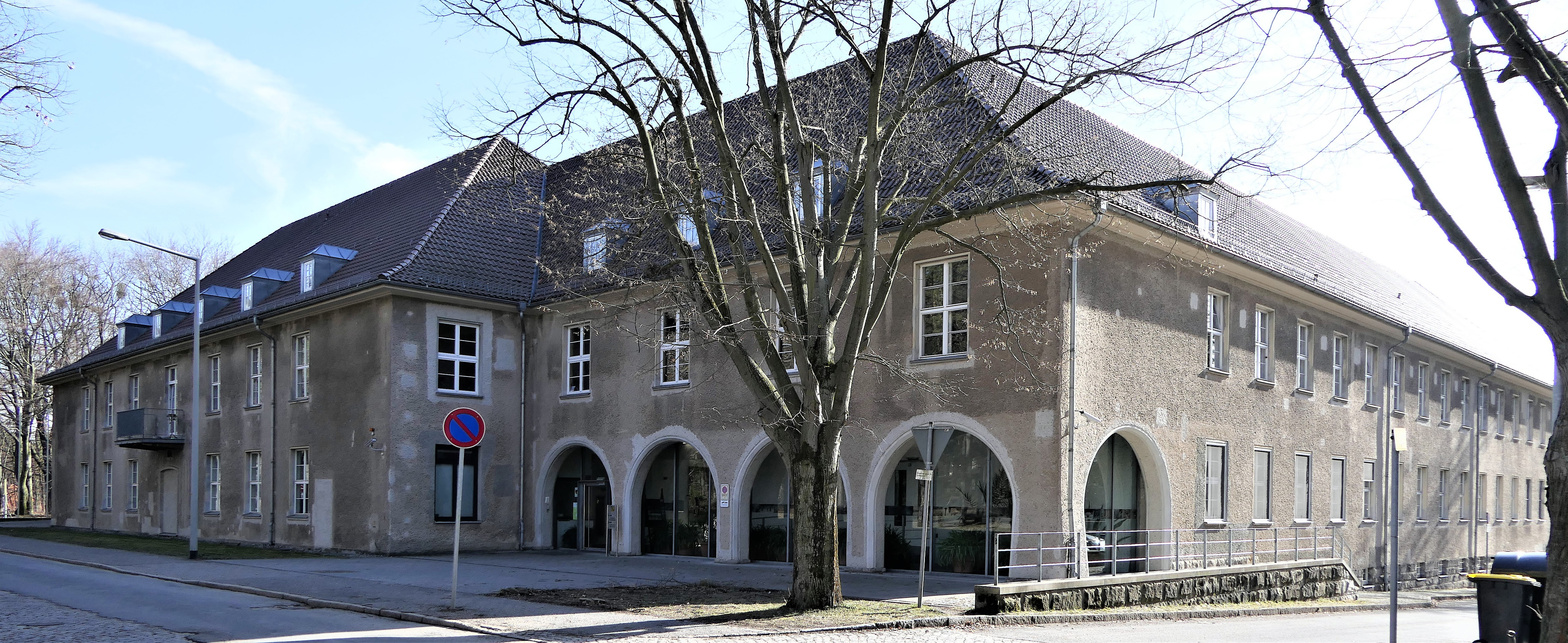
Landesamt für Archäologie Sachsen in Dresden

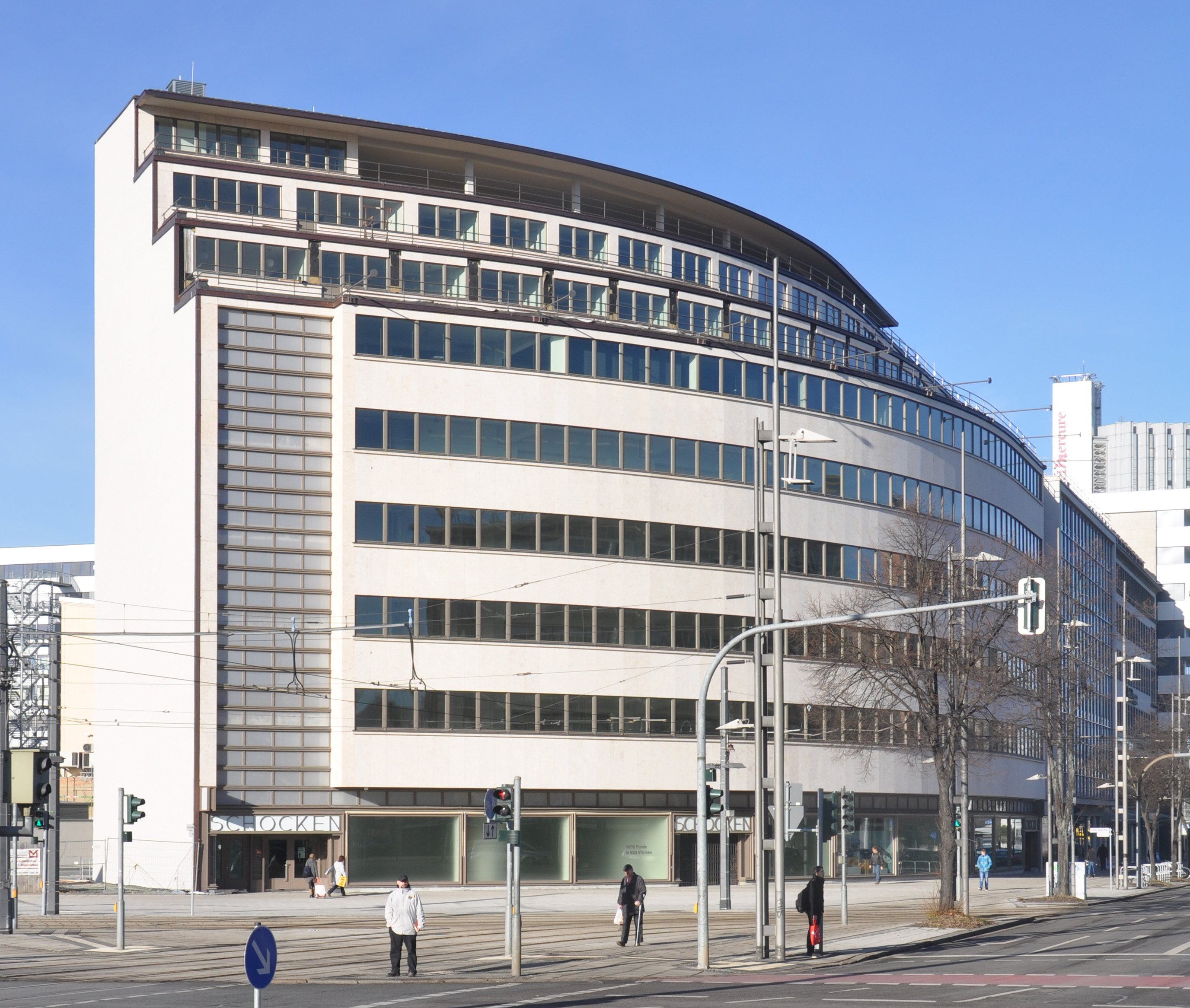
smac in Chemnitz – Teil des Landesamtes

Das Landesamt für Archäologie Sachsen in Dresden ist eine der beiden Denkmalfachbehörden des Freistaats Sachsen, festgelegt im Sächsischen Denkmalschutzgesetz. Zu den Aufgaben des Landesamtes gehören die Dokumentation, der Schutz, die Erforschung und die Präsentation archäologischer Denkmäler in Sachsen. Das Landesamt für Archäologie ist dem Sächsischen Staatsministerium für Wissenschaft, Kultur und Tourismus unterstellt. Seinen Sitz hat es im Dresdner Stadtteil Klotzsche, gegründet wurde es 1991.
Seither war dem Landesamt auch das 2012 geschlossene Landesmuseum für Vorgeschichte Dresden als Abteilung eingegliedert. Aus ihm ging das Staatliche Museum für Archäologie (abgekürzt smac) hervor, das im Mai 2014 in Chemnitz eine Dauerausstellung eröffnete und Teil des Landesamtes ist. Es ist, wie das „Vorgängermuseum“, das archäologische Landesmuseum des Freistaats und zeigte als einziges landesgeschichtliches Museum Sachsens 280.000 Jahre menschliche Kulturentwicklung.
Bereits seit 2005 beschäftigt sich das Landesamt intensiv mit der 3D-Dokumentation von archäologischen Objekten. Mit mehreren 3D-Scannern wurden seither mehr als 20.000 Gegenstände digitalisiert und so einer der weltweit größten Bestände an hochpräzisen 3D-Modellen für die Archäologie aufgebaut. Ausgewählte Funde werden seit Februar 2020 auf der Website „archaeo | 3D“ präsentiert. Als 3D-Viewer fungieren dabei Webbrowser, welche auf Basis der JavaScript-Programmierschnittstelle WebGL die entsprechenden 3D-Modelle zusammen mit den archäologischen Fachinformationen auf einer homogen gestalteten Seite interaktiv anzeigen.
Die archäologischen Funde werden im Archäologischen Archiv Sachsen (AAS) verwahrt.